# Grażda

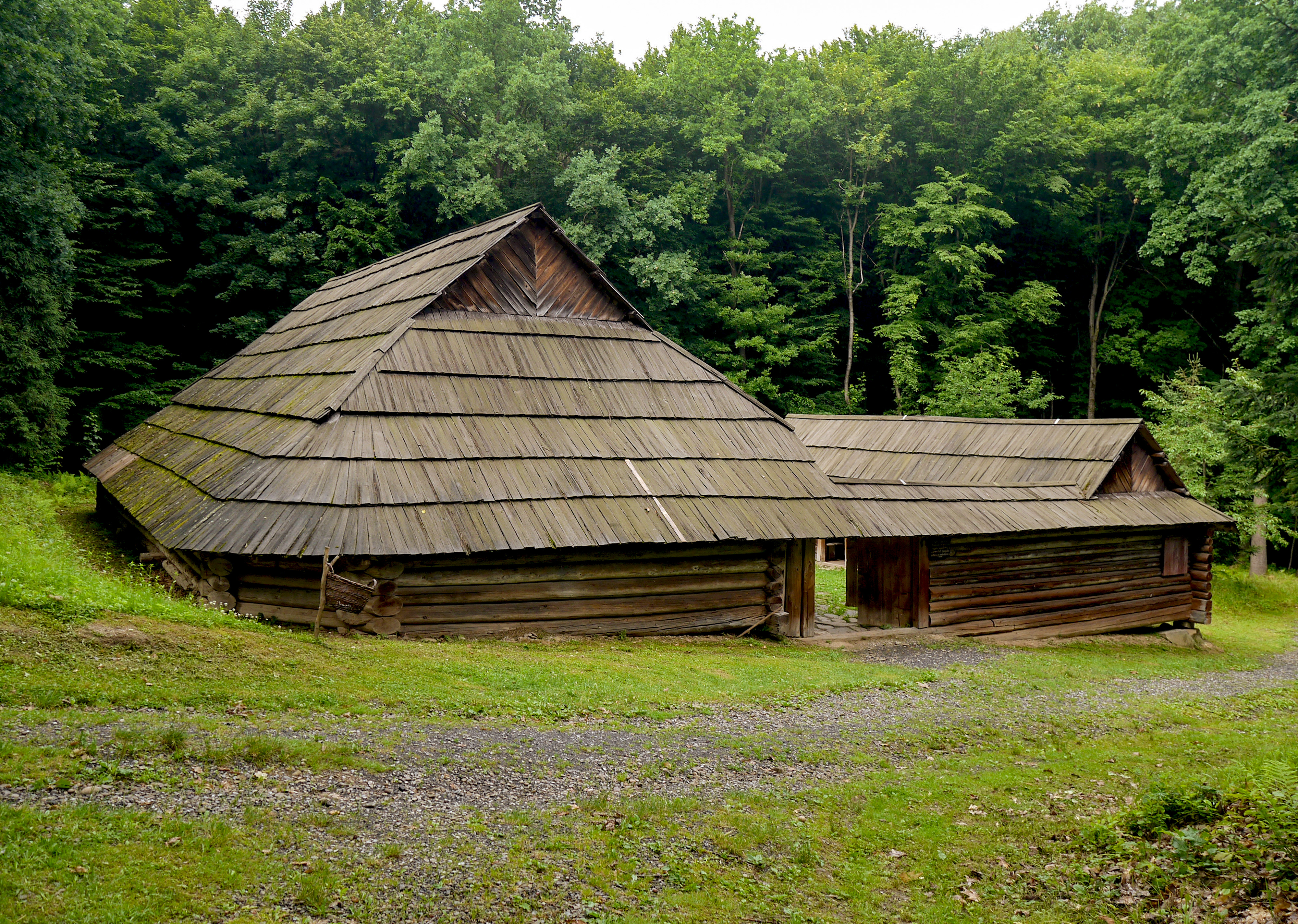
Grażda w skansenie Prokalijiw sad w Kryłosie

Grażda (ukr. ґражда, grażda lub гражда, hrażda) – rodzaj zamkniętej jednotraktowej zagrody typowej dla terenu Huculszczyzny.
Choć stanowią charakterystyczny element miejscowej architektury ludowej, grażdy już w okresie międzywojennym były stosunkowo nieliczne, a pod koniec XX wieku oceniano, że ostały się zaledwie pojedyncze obiekty tego typu.

## Etymologia
Nazwa „grażda” trafiła do gwar huculskich z języka staro-cerkiewno-słowiańskiego (граждь, graždь – stajnia) za pośrednictwem języka rumuńskiego (grajd lub grajdă – stodoła, stajnia). Jest to wyraz pokrewny m.in. dla ogólnoukraińskiego słowa горожа (horoża), polskiego grodza, czeskiego hráz, słowackiego hrádza i górnołużyckiego hraz.

## Charakterystyka
Grażda stanowi najbardziej rozwinięty przykład huculskiej chaty posedkowej (stale zamieszkałej) pod jednym dachem mieszczącej zarówno izby mieszkalne, jak i zabudowania gospodarcze. Przyjmuje się, że pierwotnie powstała poprzez obudowanie izby mieszkalnej przez kolejne pomieszczenia: sień, komorę, dobudówki dla zwierząt i do przechowywania sprzętów, a wreszcie poprzez zamknięcie podwórza zrębowym ogrodzeniem.
Miejscowe wsie charakteryzowały się znacznym rozproszeniem i występowaniem odosobnionych gospodarstw położonych w górach. Wszystko to miało wpływ na powstanie zagrody pełniącej prócz mieszkalnych także funkcje obronne – otoczone wysokim pełnym ogrodzeniem gospodarstwo miało w założeniu chronić przed niebezpieczeństwem ze strony opryszków i dzikich zwierząt, szczególnie wilków. W wyższych partiach gór osłaniało przy tym przed wiatrem i nawiewanym śniegiem. Cechy obronne przejawiały się także w detalach konstrukcyjnych. Chata nie posiadała okien zewnętrznych, a zaledwie dwa (niekiedy jedno z nich podwójne) okna w ścianie frontowej, wychodzącej na zamknięte podwórze. Okna te były niewielkie, początkowo zwykle o wymiarach ok. 25 × 25 cm, zakratowane i dodatkowo zabezpieczane okiennicami. Także drzwi wejściowe były stosunkowo małe, przeciętnie o wymiarach 140 × 80 cm, zamykane na drewniany zamek i dwie łaty wsuwane w specjalne uchwyty. Aby jak najefektywniej wykorzystać światło słoneczne, ściana frontowa skierowana była niemal zawsze ku południu.
Ściany grażdy budowano w konstrukcji wieńcowej, głównie z protesów, to jest połowizn bala (płazów) ułożonych półokrągłą stroną na zewnątrz i płaską od środka. Niekiedy stosowano kamienną podmurówkę, zwykle układaną bez zaprawy. Jako pierwsze na fundamentach ustawiano drzwi. Następnie układano na sobie protesy, począwszy od grubej drewnianej podwaliny (pidwałyna) o prostokątnym przekroju. W procesie tym pozostawiano miejsce na okna. Na rogach budynku wieńce łączone były zamkami.
Dom kryty był dachem półszczytowym o nachyleniu wahającym się w różnych gospodarstwach od 30 do 60 stopni. Zwykle główne zabudowania mieszkalne znajdowały się pod wyższym, bardziej stromym dachem, którego konstrukcja niekiedy wzmacniana była jętkami (bantynami). Ponad pomieszczeniami gospodarczymi dach stawał się zazwyczaj mniej stromy, a jego połać schodziła niemal do poziomu gruntu. Dach kryto przeważnie dranicami, rzadziej gontem. Przyczółek dachu, zazwyczaj zdobiony we wzory geometryczne, miał wysokość wynoszącą od ⅓ do połowy wysokości dachu. Najczęściej posiadał okienka do odprowadzania dymu.
Podwórze przed chatą nosiło nazwę podwirje. Wykładano je kamiennymi płytami. W bogatych grażdach niekiedy występowało więcej niż jedno. Podwirje zamknięte było wysokim ogrodzeniem nakrytym daszkiem łączącym się z dachem chaty. Wznoszono je z wieńcowo ułożonych bali i zwano ograżdą. W ścianach nierzadko wycinano niewielkie otwory służące za strzelnice. Na podwórze prowadziła jedna lub dwie bramy.
Wzdłuż ściany frontowej (południowej) budynku tworzono wąską werandę, noszącą lokalnie nazwę pidganie lub pidsinie. Powstawała ono poprzez wydłużenie konstrukcji dachowej i nasunięcie jej na południową ścianę. Jednocześnie wydłużano poprzeczne podwaliny, na których na obszarze osłoniętym okapem układano deski tworzące niejako pomost – podłogę werandy. Forma pidgania różniła się w zależności od domostwa – niekiedy ograniczano się do prostej konstrukcji, kiedy indziej dodawano balustradę i słupki podpierające dach czy wręcz parkan chroniący przed wiatrem (zachata) z lukami jedynie w miejscu okien. Pidganie było miejscem zabaw dzieci, odpoczynku, ale też miejscem do przechowywania niektórych sprzętów.
Z podwórza wchodziło się do sieni zwanej choromami. Pomieszczenie to pozbawione było powały, co wykorzystywano w ten sposób, że do choromów odprowadzano dym z pieca znajdującego się w izbie – początkowo poprzez pozostawienie pod sufitem niewielkiego otworu, w późniejszych latach za pomocą specjalnego przewodu zwanego kahłą. Dzięki temu dym nie tylko konserwował drewnianą konstrukcję dachu i ogrzewał poddasze (co z kolei wspomagało zsuwanie się śniegu), ale też mógł być wykorzystywany do wędzenia żywności.
Z choromów przechodziło się do izby lokalnie zwanej chatą. Umiejscowiona była ona zazwyczaj po lewej (liwaczka – gdy zagroda była jednoizbowa) lub po obu stronach sieni (gdy występowały dwie, druga nosiła wówczas nazwę prawaczki). Druga izba w lecie pełniła funkcję świetlicy, w zimie zaś wykorzystywana była jako dodatkowy magazyn. Chata miała kształt zbliżony do kwadratu o powierzchni od ok. 14 do 30 m². Jej ściany budowano z gładko heblowanych bali niewymagających mszenia. W rogu, przy wejściu do pomieszczenia znajdował się kurny lub półkurny piec (picz) z zapieckiem (opicok). Spotykano zarówno prymitywne gliniane konstrukcje na drewnianej podstawie, jak i piece obkładane kaflami kosowskimi.  Do typowego wyposażenia izby należał też ustawiony przy piecu tapczan (postil), długa ława (oslin) ustawiona wzdłuż ściany frontowej i położonej naprzeciw wejścia. Po przeciwnej do pieca stronie drzwi wejściowych ustawiano szafkę na naczynia (połeci). W rogu pomieszczenia pod oknem ustawiano stół lub dużą zdobioną skrzynię. Na ścianie naprzeciw wejścia wieszane były ikony i fotografie (stąd jej lokalna nazwa obraznyk). Znajdująca się na wysokości nieprzekraczającej 230 cm powała izby składa się z układanych we wzory desek położonych wprost na belkowaniu (główna belka prostopadła do frontu budynku i na niej zwykle trzy do niej równoległe). Strop nie był w żaden sposób powiązany z konstrukcją dachu.
Kolejnym typowym pomieszczeniem była granicząca najczęściej z częścią mieszkalną spiżarnia (klit), do której jednak co do zasady wchodziło się nie z izby, a z podwórza. Do podstawowych elementów składowych grażdy należało także pomieszczenie dla bydła (chliwe lub prytuły) położone pod wspólnym dachem, w jego niższej części – przylegało ono do zabudowań od północy i niemal zawsze co najmniej jednego z pozostałych boków (wschodniego bądź zachodniego). W rozwiniętej formie zagrody chliwe przybierało kształt podkowy, otaczając z trzech stron pozostałe pomieszczenia i wychodząc dwoma końcami na podwirje. Z jednej strony izolowało ono izbę, komorę i sień od niskiej temperatury i wilgoci panującej na zewnątrz, z drugiej – ogrzewane było przez ściany chaty, w której rozpalano piec. Wejście prowadzące do pomieszczeń gospodarczych bezpośrednio z sieni ułatwiało przy tym opiekę nad zwierzętami w razie niesprzyjającej pogody.
Inne zabudowania (stajnie – kołeszni, obory, owczarnie – kosziery, wolno stojące komory – ambary, drewutnie) należały do rzadkości, spotykano je tylko u najzamożniejszych gospodarzy.

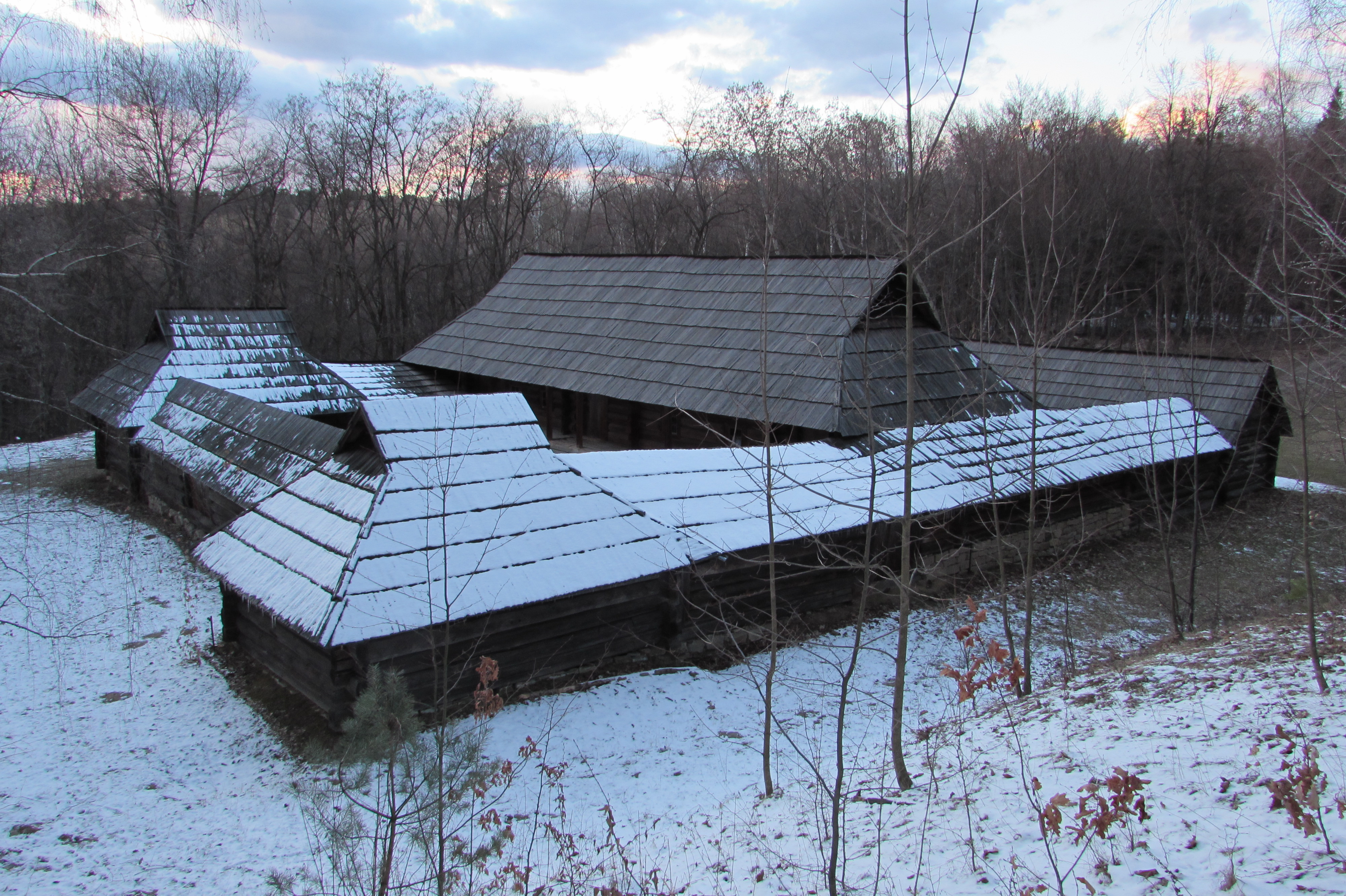
Widok ogólny (skansen w Pyrohiwie)
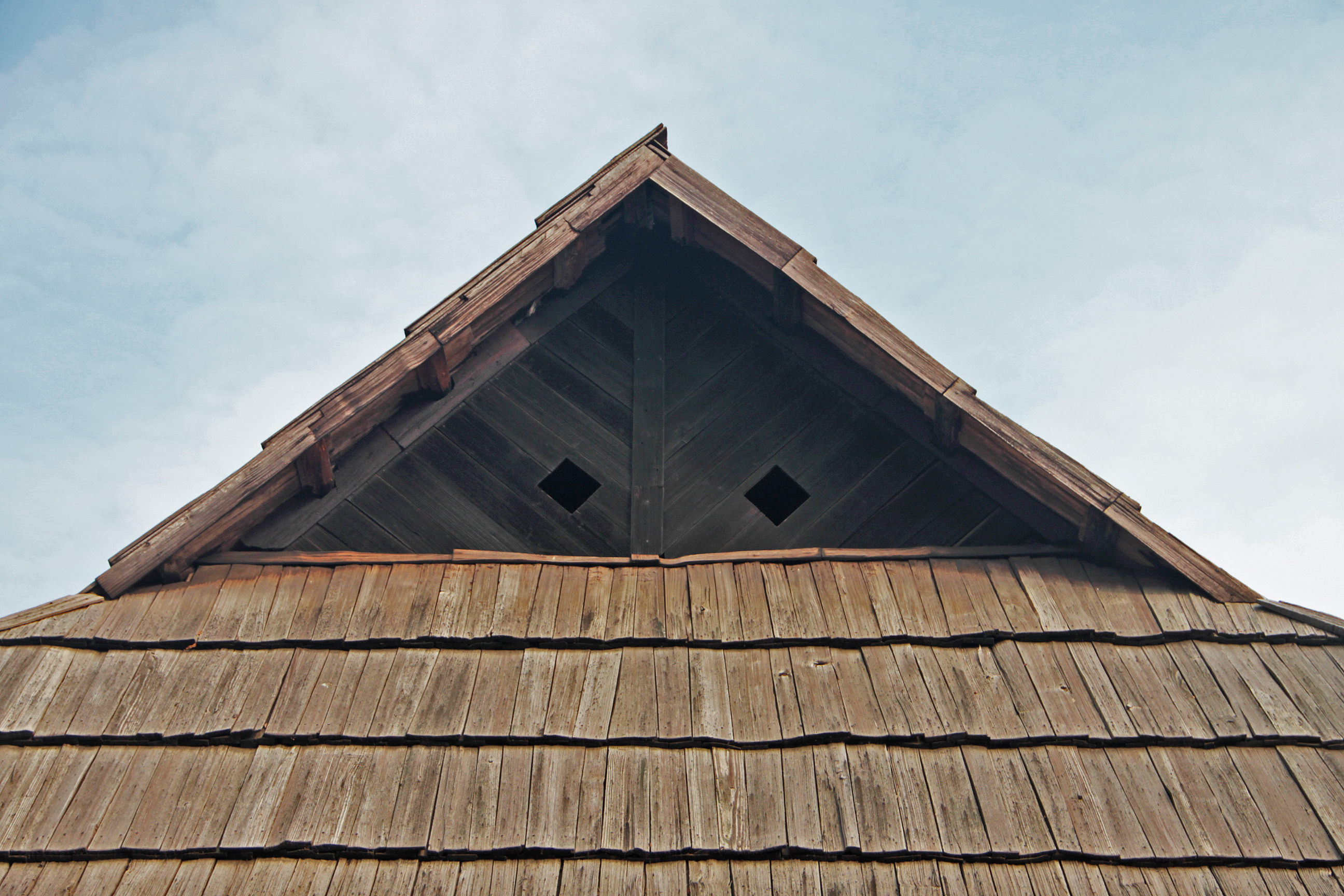
Przyczółek dachu z otworami do odprowadzania dymu (skansen w Pyrohiwie)
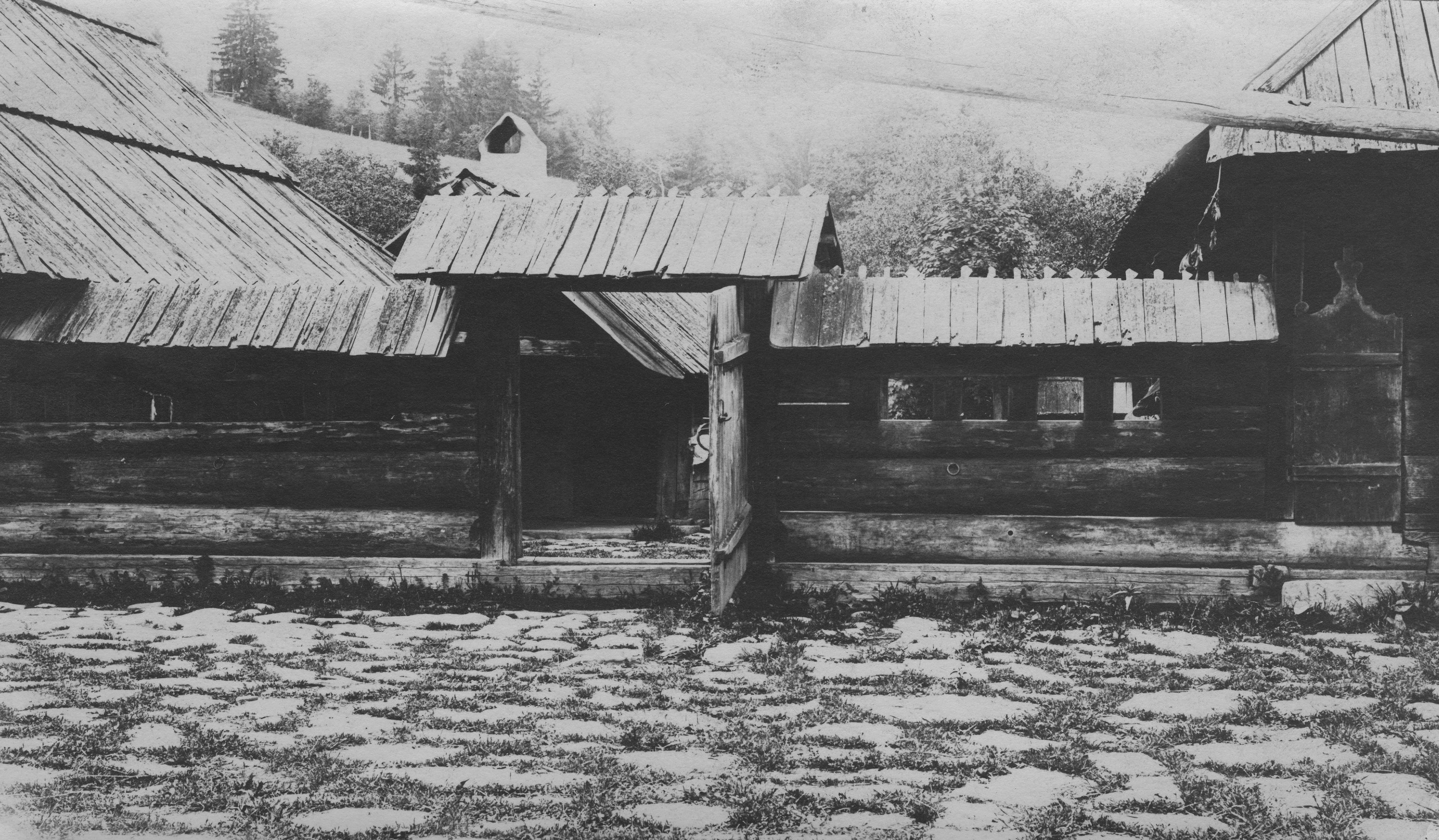
Brama wejściowa (Ilcia, okres międzywojenny)
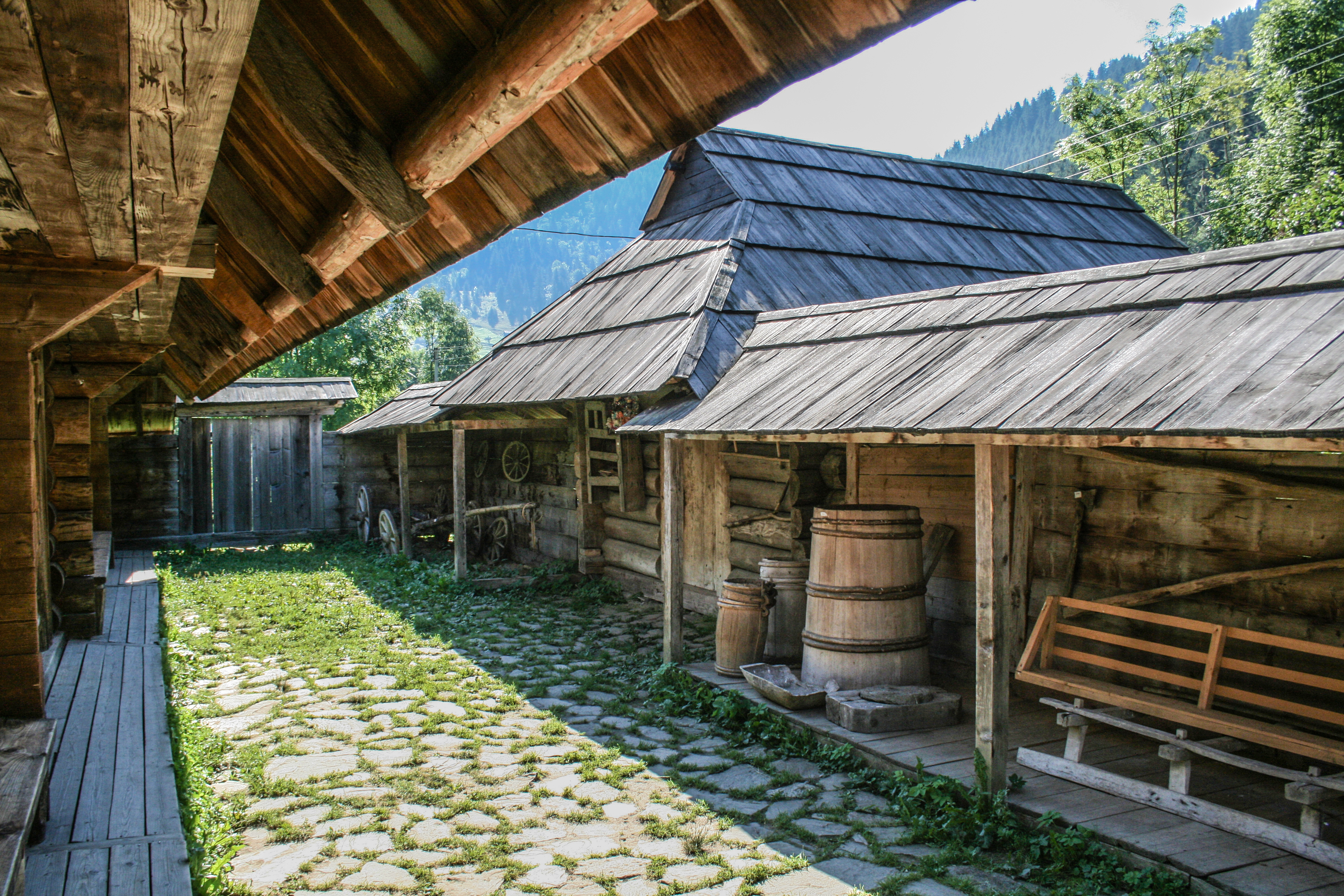
Podwirje zamknięte ograżdą (muzeum w Krzyworówni)
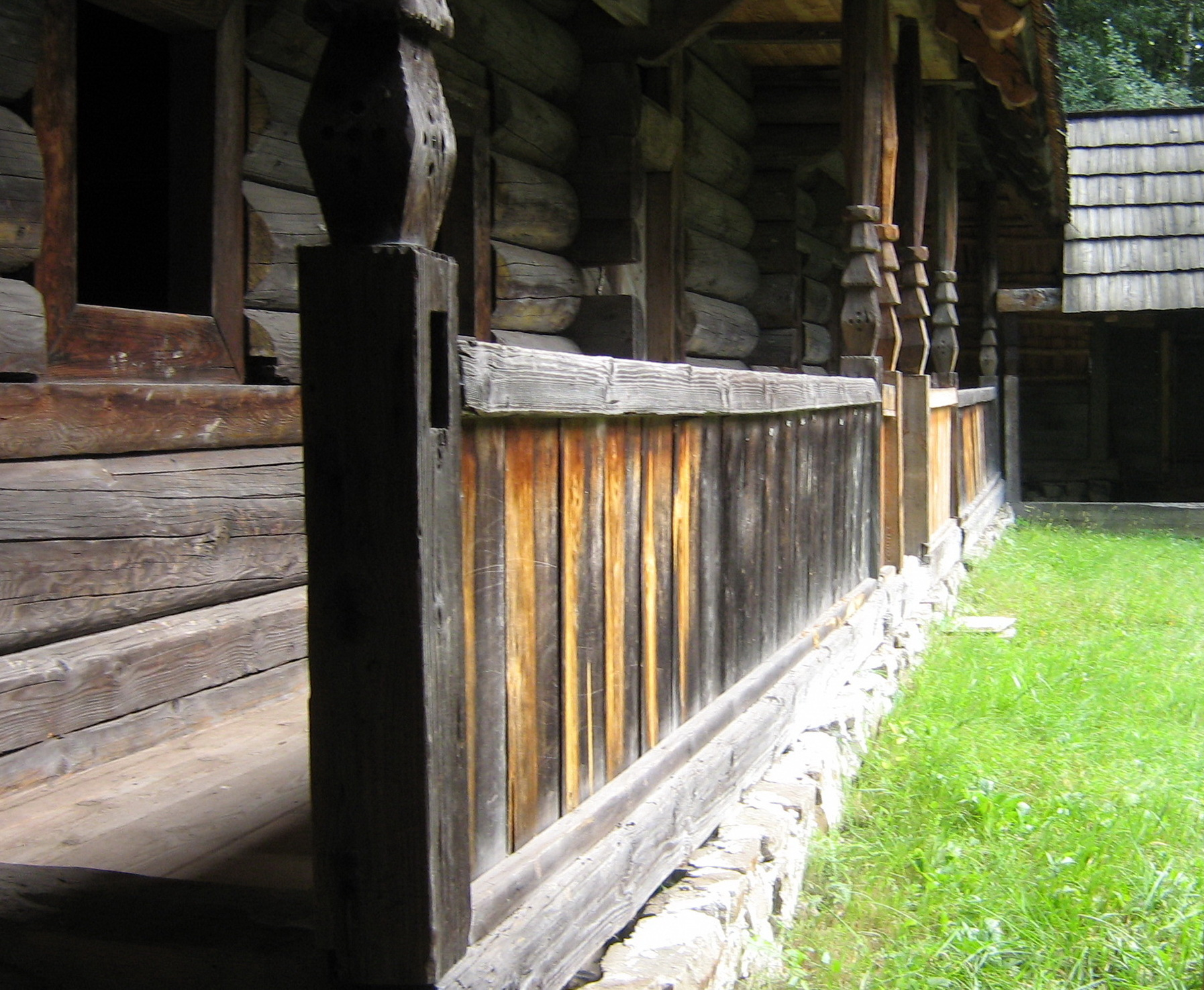
Balustrada pidgania (skansen w Pyrohiwie)
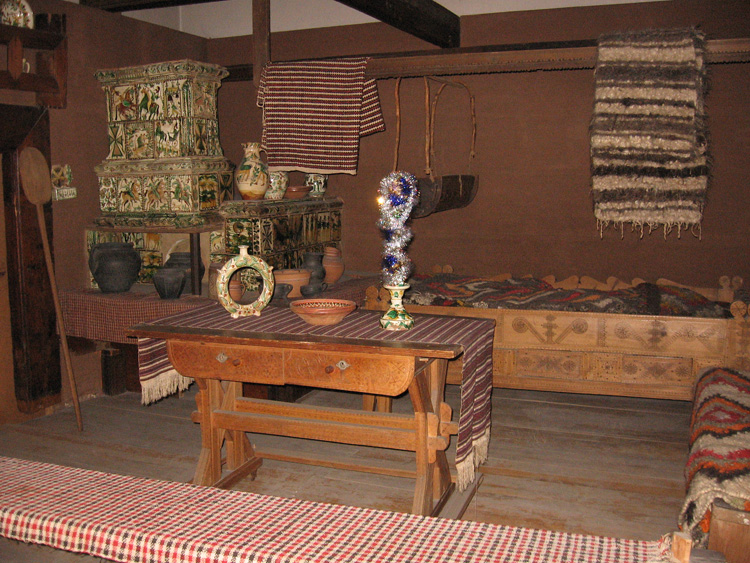
Zrekonstruowane wnętrze chaty (skansen we Lwowie)
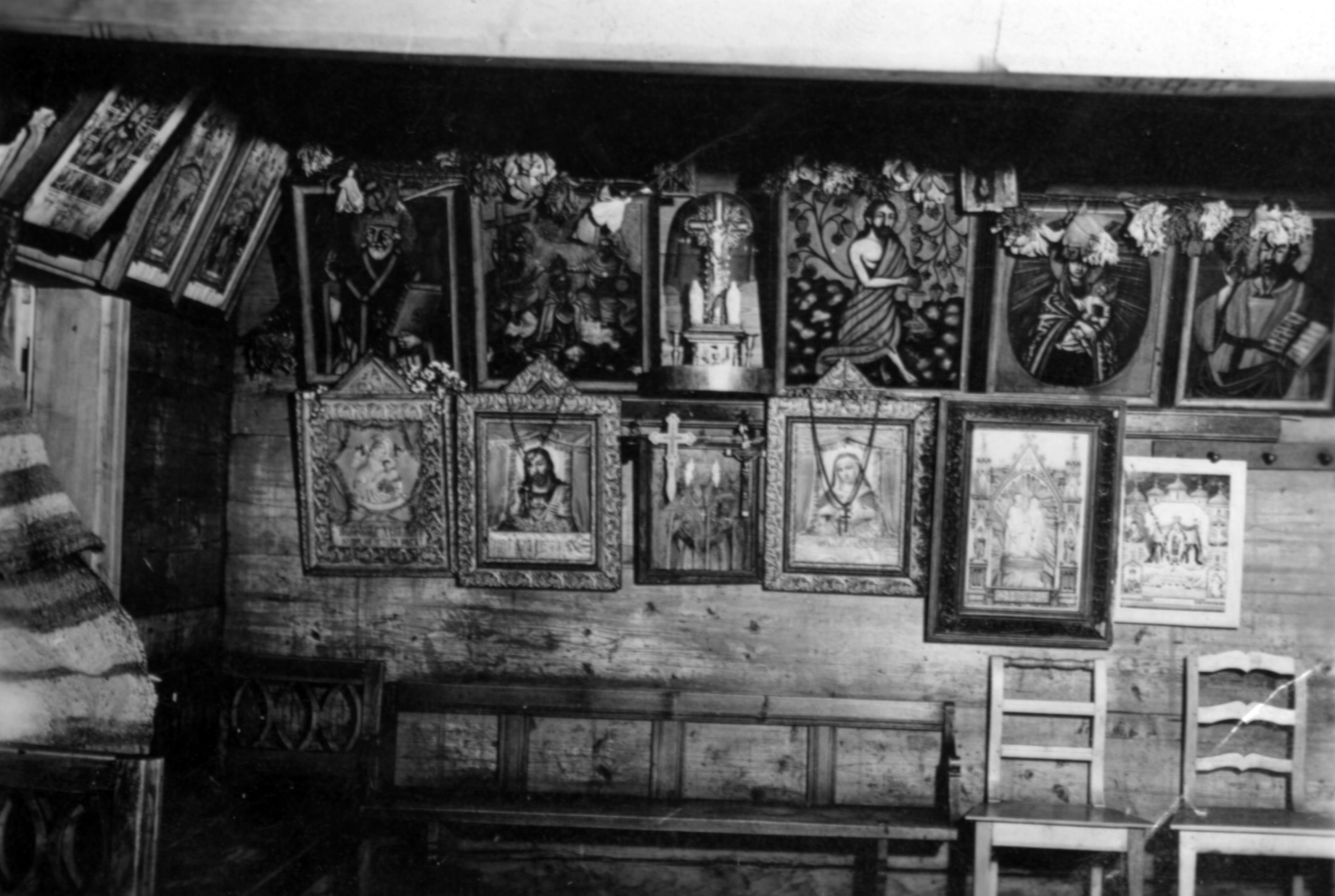
Obraznyk (Worochta, 1937)
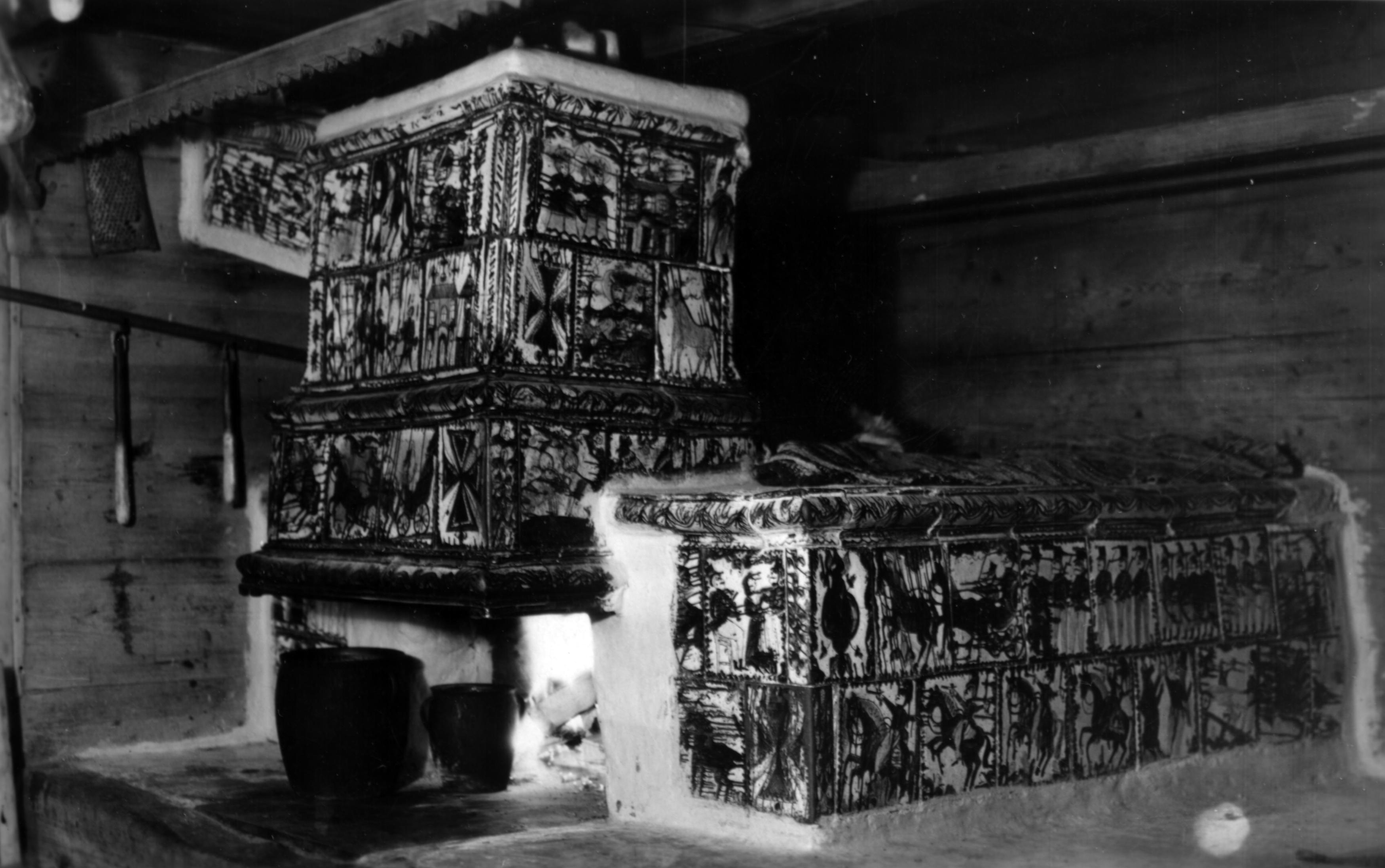
Piec zdobiony kaflami (Worochta, 1937)
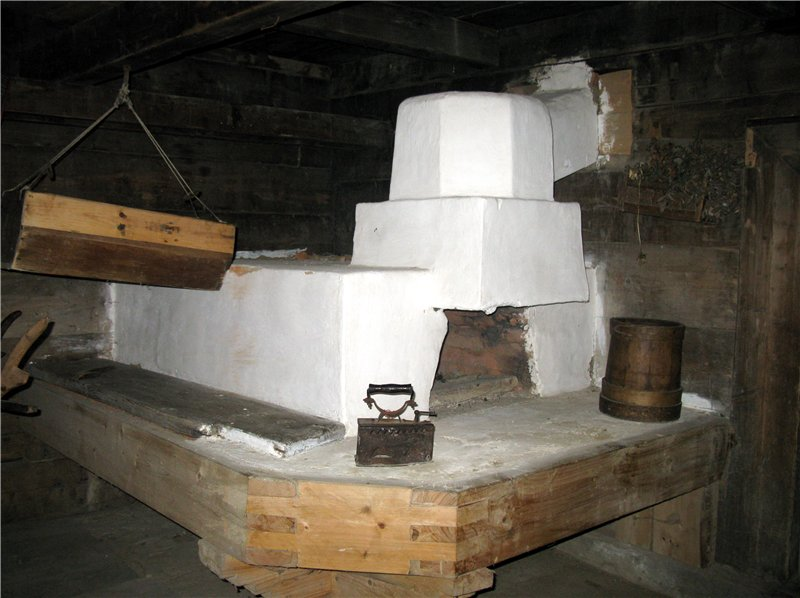
Piec (skansen w Kryłosie)
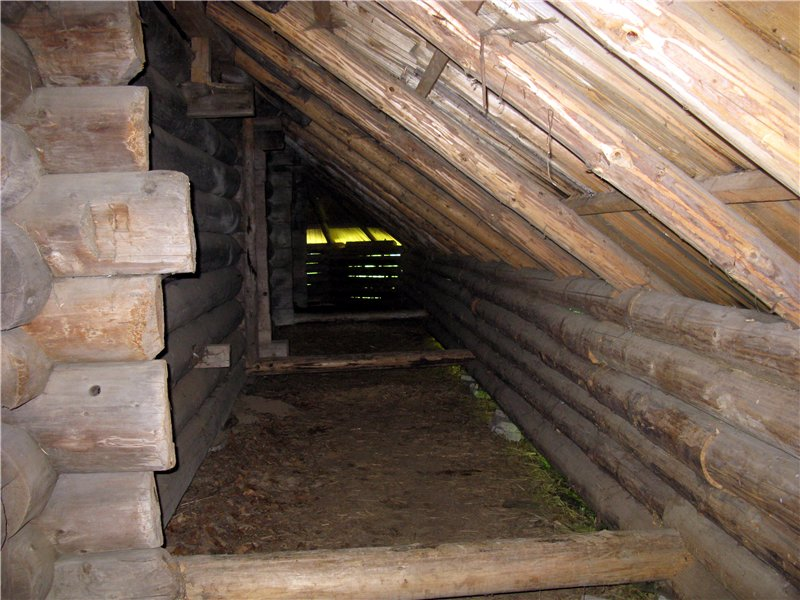
Chliwe (skansen w Kryłosie)

## Nawiązania poza budownictwem ludowym
Lata 30. XX wieku przyniosły wzmożone zainteresowanie huculskim regionalizmem, co przejawiało się m.in. nawiązaniami do architektury ludowej przy projektowaniu budynków o innym przeznaczeniu. I tak trzy wybudowane w drugiej połowie lat 30. schroniska turystyczne wzniesiono, czerpiąc z rozwiązań architektonicznych huculskiej grażdy. Były to: harcerskie schronisko na Kostrzycy (proj. Jerzy Żukowski, 1935), schronisko Warszawskiego Towarzystwa Narciarskiego w Rafajłowej (obecnie Bystrzyca, proj. Wacław Weker, 1937) oraz Schronisko Związku Osadników na Kukulu (proj. Stanisław Marzyński, 1938). W Rafajłowej wzniesiono też pensjonat „Grażda” o zbliżonej bryle i licznych odniesieniach do sztuki ludowej.

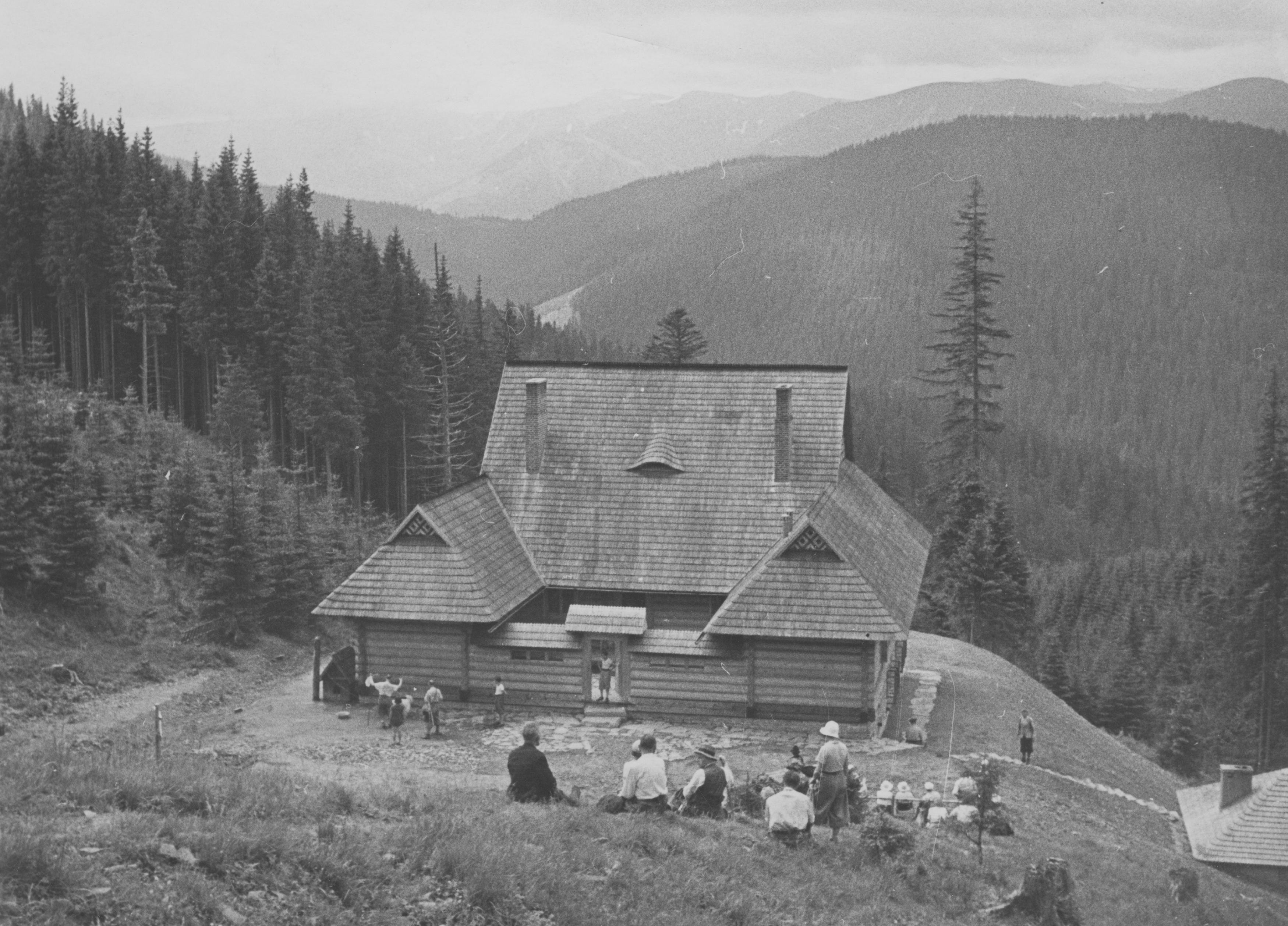
Schronisko ZHP na Kostrzycy
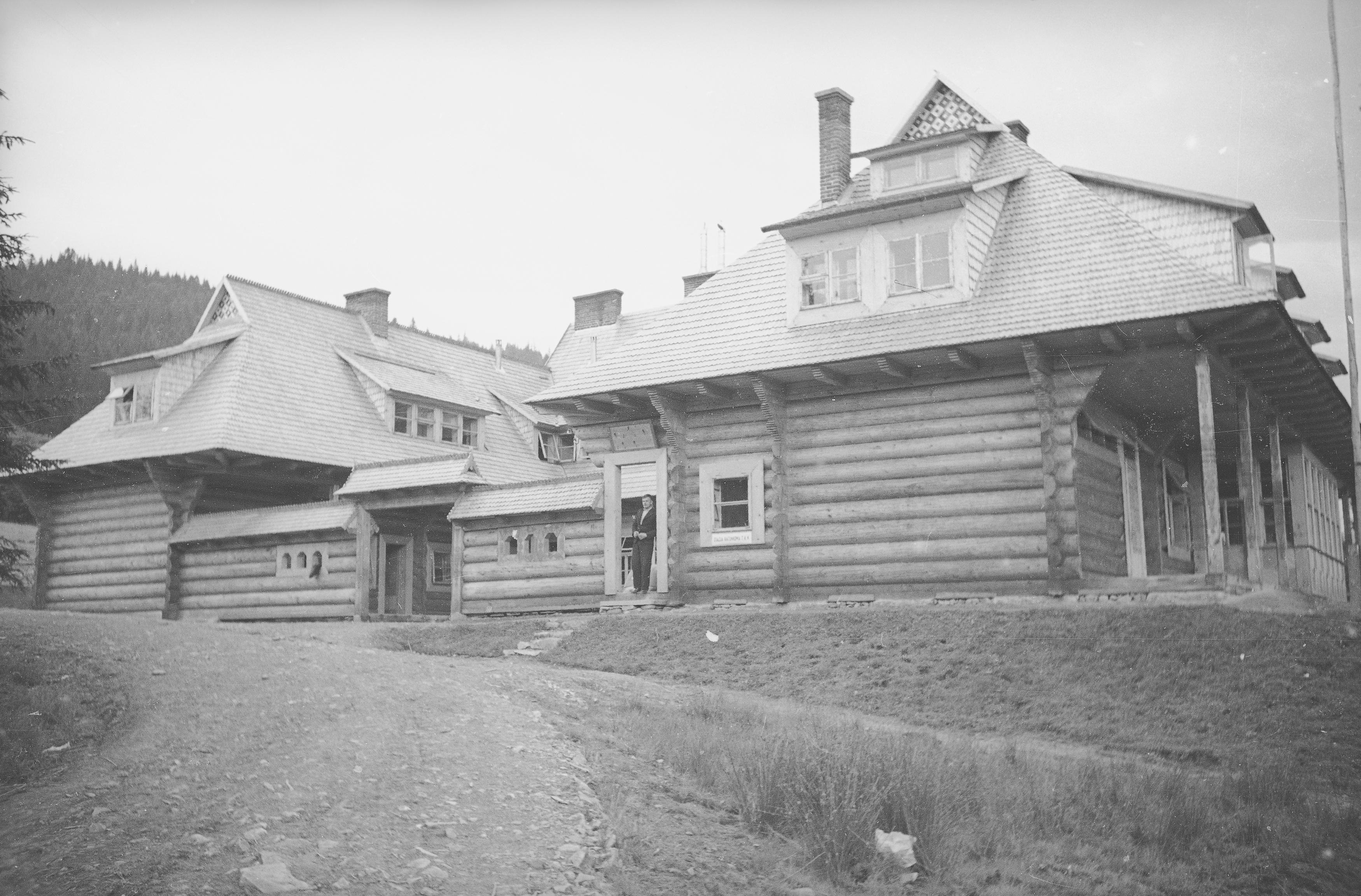
Schronisko WKN w Rafajłowej
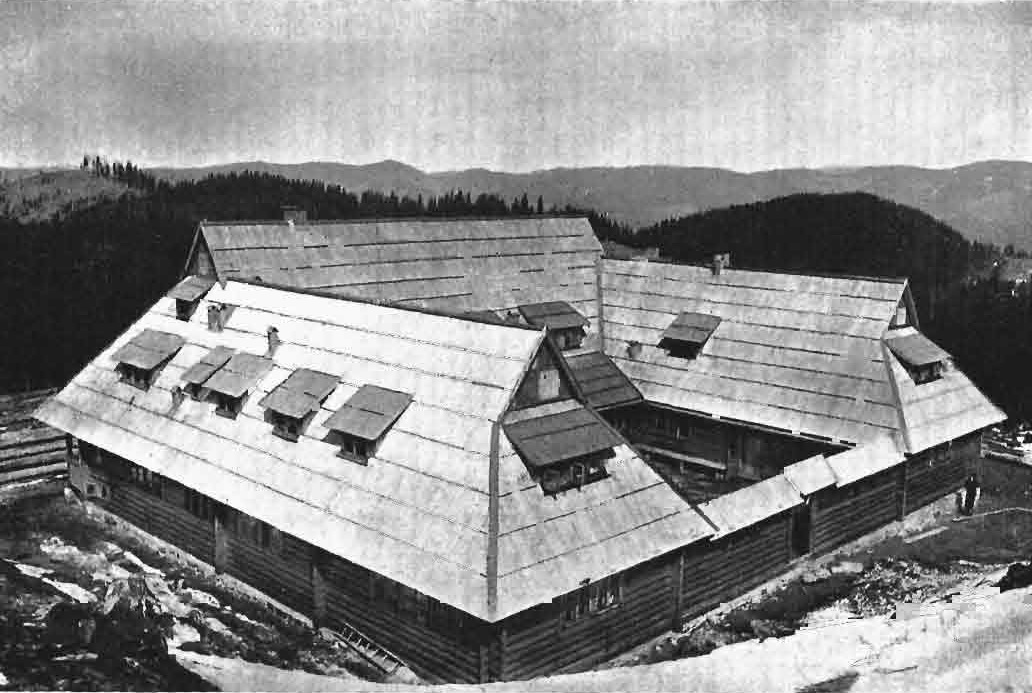
Schronisko ZOS pod Kukulem
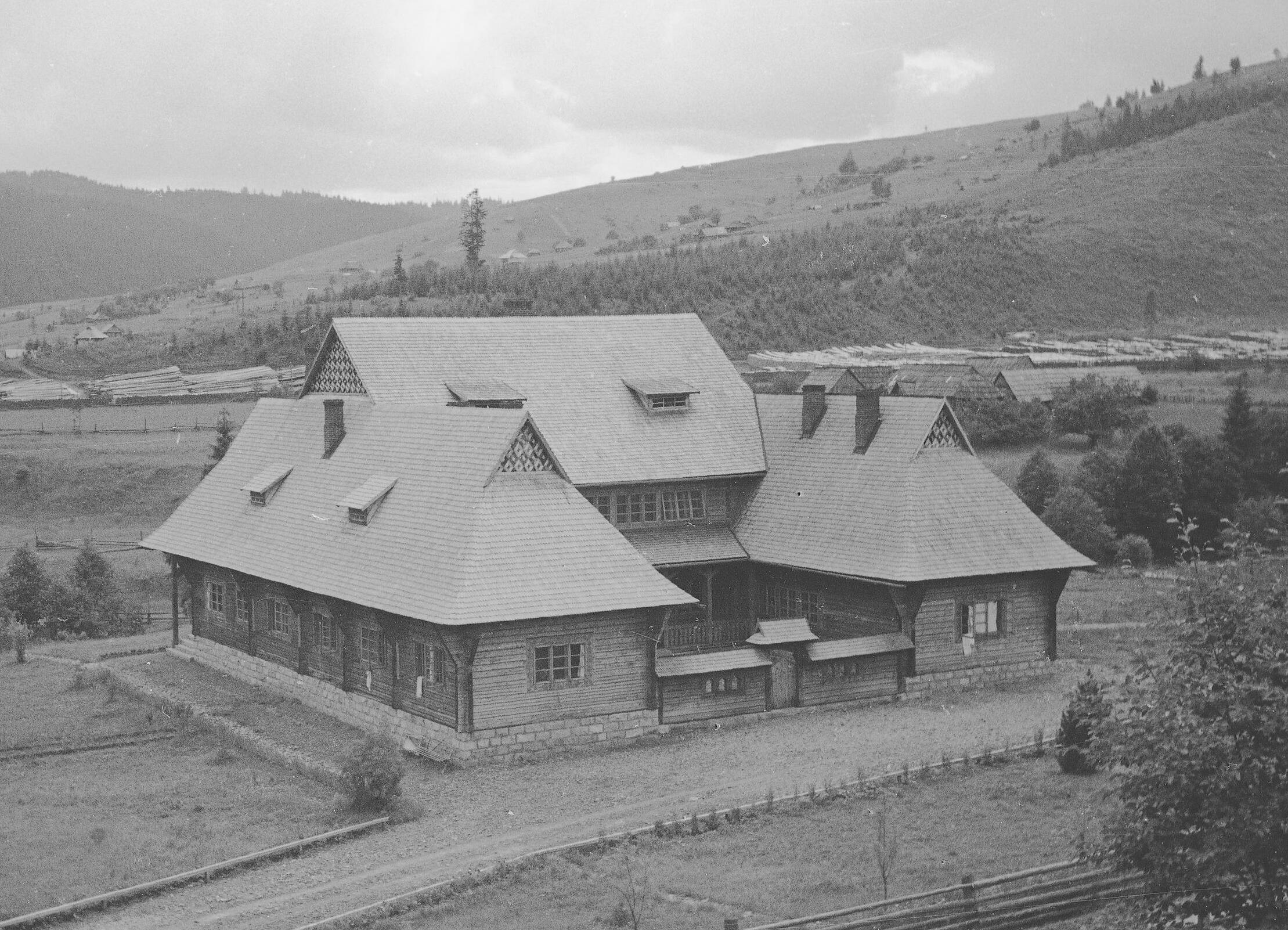
Pensjonat „Grażda” w Rafajłowej